# Huron County (Ohio)
Huron County ist ein County im Bundesstaat Ohio der Vereinigten Staaten. Der Verwaltungssitz (County Seat) ist Norwalk.

## Geographie
Das County liegt im Norden von Ohio, ist etwa 15 km vom Eriesee, dem südlichsten der 5 Großen Seen, entfernt und hat eine Fläche von 1281 Quadratkilometern, wovon fünf Quadratkilometer Wasserfläche sind. Es grenzt im Uhrzeigersinn an folgende Countys: Erie County, Lorain County, Ashland County, Richland County, Crawford County, Seneca County und Sandusky County.

## Geschichte
Huron County wurde am 7. Februar 1809 aus Teilen des Cuyahoga County und des Portage County gebildet und im folgenden Jahr abschließend organisiert. Benannt wurde es nach dem nordamerikanischen Indianervolk der Huronen.
17 Bauwerke und Stätten des Countys sind im National Register of Historic Places eingetragen (Stand 28. April 2018).

## Demografische Daten
Nach der Volkszählung im Jahr 2000 lebten im Huron County 59.487 Menschen in 22.307 Haushalten und 16.217 Familien. Die Bevölkerungsdichte betrug 47 Einwohner pro Quadratkilometer. Ethnisch betrachtet setzte sich die Bevölkerung zusammen aus 95,98 Prozent Weißen, 0,97 Prozent Afroamerikanern, 0,18 Prozent amerikanischen Ureinwohnern, 0,25 Prozent Asiaten, 0,01 Prozent Bewohnern aus dem pazifischen Inselraum und 1,63 Prozent aus anderen ethnischen Gruppen; 0,99 Prozent stammten von zwei oder mehr Ethnien ab. 3,56 Prozent der Bevölkerung waren spanischer oder lateinamerikanischer Abstammung.
Von den 22.307 Haushalten hatten 36,3 Prozent Kinder und Jugendliche unter 18 Jahre, die bei ihnen lebten. 58,5 Prozent waren verheiratete, zusammenlebende Paare, 10,4 Prozent waren allein erziehende Mütter, 27,3 Prozent waren keine Familien, 23,1 Prozent waren Singlehaushalte und in 9,7 Prozent lebten Menschen im Alter von 65 Jahren oder darüber. Die Durchschnittshaushaltsgröße betrug 2,64 und die durchschnittliche Familiengröße lag bei 3,11 Personen.
Auf das gesamte County bezogen setzte sich die Bevölkerung zusammen aus 28,3 Prozent Einwohnern unter 18 Jahren, 8,5 Prozent zwischen 18 und 24 Jahren, 28,9 Prozent zwischen 25 und 44 Jahren, 21,9 Prozent zwischen 45 und 64 Jahren und 12,4 Prozent waren 65 Jahre alt oder darüber. Das Durchschnittsalter betrug 35 Jahre. Auf 100 weibliche Personen kamen 96,1 männliche Personen. Auf 100 Frauen im Alter von 18 Jahren oder darüber kamen statistisch 92,9 Männer.
Das jährliche Durchschnittseinkommen eines Haushalts betrug 40.558 USD, das Durchschnittseinkommen der Familien betrug 46.911 USD. Männer hatten ein Durchschnittseinkommen von 35.760 USD, Frauen 22.785 USD. Das Prokopfeinkommen betrug 18.133 USD. 6,5 Prozent der Familien und 8,5 Prozent der Bevölkerung lebten unterhalb der Armutsgrenze. Davon waren 11,0 Prozent Kinder oder Jugendliche unter 18 Jahre und 7,7 Prozent waren Menschen über 65 Jahre.